# Campanha de Danture
A campanha de Danture compreendeu uma série de encontros entre os portugueses e o Reino de Kandy em 1594, parte da Guerra Cingalês-Portuguesa. É considerado um ponto de inflexão na resistência indígena à expansão portuguesa. Pela primeira vez no Sri Lanka um exército português foi essencialmente aniquilado, quando estavam à beira da conquista total da ilha. Um exército português de 20 000 homens, liderado pelo governador Pedro Lopes de Sousa, invadiu Kandy em 5 de julho de 1594. Depois de três meses, severamente esgotado pela guerrilha e deserções em massa, o que restava do exército português foi aniquilado em Danture pelos kandianos sob o rei Vimaladharmasuriya. 
Com esta vitória, o Reino de Kandy emergiu como uma grande potência militar; manteria sua independência, contra os exércitos português, holandês e britânico, até 1815.

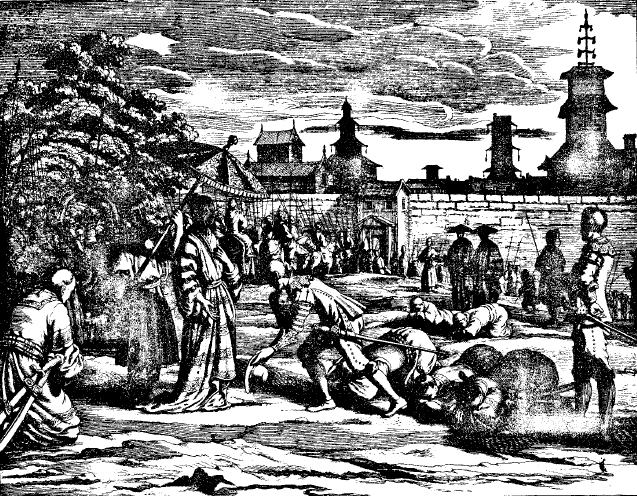
O exército português em Kandy, comandado pelo governador Pedro Lopes de Sousa, durante a campanha de Danture

Apesar da vitória em Danture, apenas a seção móvel do exército português no Ceilão foi aniquilada, enquanto suas fortalezas permaneceram intactas, e assim Kandy foi incapaz de seguir com um avanço para as terras baixas. Os portugueses renovariam no futuro sua ofensiva contra Kandy sob as forças reorganizadas do capitão-general Dom Jerónimo de Azevedo, devastando Kandy no processo.

## Bibliográfia
- B. Gunasekara, The Rajavaliya. AES reprint. New Delhi: Asian Educational Services, 1995. ISBN 81-206-1029-6
- Captain Joao Ribeiro, The historic tragedy of the island of Ceilao. AES Reprint. New Delhi: Asian Educational Services, 1999. ISBN 81-206-1334-1
- Fernao de Queyroz, The temporal and spiritual conquest of Ceylon. (SG Perera, Trans.) AES reprint. New Delhi: Asian Educational Services; 1995. ISBN 81-206-0764-3
- Phillipus Baldaeus, "A True and Exact Description of the Great Island of Ceylon", The Ceylon Historical Journal, Volume III, No 1–4. Published in co-operation with the Ceylon Branch of the Royal Asiatic Society, July 1958 to April 1959.